# Struthiola
Genre
Struthiola est un genre de plantes de la famille des Thymelaeaceae dont le port varie entre arbre, arbuste ou arbrisseau éricoïde.

## Description
Il en existe une quarantaine d'espèces, principalement sud-africaines, présentes principalement dans le Cap occidental, environ 25 endémiques au fynbos, formation végétale caractéristique de l'Afrique du Sud. Leurs feuilles sont généralement opposées, mais parfois alternes.
Leurs fleurs sont sessiles et généralement solitaires, mais parfois par paires à l'aisselle des feuilles supérieures. Chaque fleur est accompagnée de deux bractéoles ciliées. Le calice est à peu près cylindrique, avec quatre lobes réunis en un tube. Les lobes sont ovales à linéaires. Il y a quatre ou huit ou même douze pétales charnus et subtils (John Manning les appelle des écailles de pétales ou des écailles en forme de pétales). Les pétales sont plus courts que les lobes du calice et sont entourés de poils courts. Quatre étamines sont attachés au fond du tube du calice. Les anthères sont subsessiles et linéaires, parfois avec un appendice apical. L'ovaire a un seul loge contenant un seul ovule glabre. Le style est latéral, avec un stigmate unique, généralement muni de poils courts.
Le fruit est petit, typiquement 1–3 mm, sec, inclus dans la base persistante du calice tubulaire.

## Étymologie
La structure du fruit dans son calice résiduel a été assimilée au bec d'un moineau et a donné lieu au nom Struthiola, du latin strutheus (moineau) ou strouthos (tout petit oiseau).
Comme souvent, pour ces plantes discrètes, les noms communs ne sont ni très utiles, ni cohérents. Le nom « stroop bossie » (« buisson de sirop ») est localement appliqué à Struthiola ciliata, suggérant que les enfants ruraux auraient pu essayer d'en sucer les fleurs, mais de telles explications sont nécessairement spéculatives. Plusieurs espèces sont appelées en utilisant le suffixe anglais « gonna » (« va ») : par exemple « soetgonna » (signifiant « sweet gonna », « doux va »), pour Struthiola dodecandra), ou « aandgonna » (« evening gonna », « soirée va »), pour Struthiola argentea. « Gonna », cependant, est également appliqué de diverses manières au genre Passerina et à certains autres genres de Thymelaeaceae, tels que Dais. Il en va de même pour d'autres variantes telles que « ganna », mais comme ces appellations sont informelles et locales, on ne peut être certain des limites exactes de leur application.

## Intérêt horticole
Les espèces de Struthiola ne sont pas des plantes spectaculaires ; avec leur port éricoïde clairsemé, elles sont typiques des broussailles dites fynbos. Ces broussailles sont très attractives de par les détails subtils de leurs fleurs et de leur structure.
Curieusement, malgré leur apparence modeste, elles ont progressivement été populaires comme plantes de jardin, en particulier chez les collectionneurs, peut-être à cause de leur parfum nocturne délicat et inattendu. Certaines espèces, telles que Struthiola myrsinites, fleurissent de manière assez spectaculaire ; celles d'espèces plus petites peut passer inaperçu le jour, alors qu'un seul de ses plants est capable de parfumer un porche par une nuit calme et chaude. Cette fragrance nocturne explique le fait que leurs fleurs étroites sont pollinisées par de petits papillons de nuit munis de fins proboscis.

## Liste d'espèces
Selon Catalogue of Life (12 août 2020) :
- Struthiola angustiloba Peterson & O. M. Hilliard
- Struthiola anomala O. M. Hilliard
- Struthiola argentea Lehm.
- Struthiola bachmanniana Gilg
- Struthiola cicatricosa C. H. Wright
- Struthiola ciliata (L.) Lam.
- Struthiola confusa C. H. Wright
- Struthiola dodecandra (L.) Druce
- Struthiola eckloniana (Meissn.) Gandoger
- Struthiola ericoides C. H. Wright
- Struthiola fasciata C. H. Wright
- Struthiola floribunda C. H. Wright
- Struthiola garciana C. H. Wright
- Struthiola hirsuta Wikstr.
- Struthiola leptantha Bolus
- Struthiola lineariloba Meissn.
- Struthiola macowanii C. H Wright
- Struthiola martiana Meissn.
- Struthiola montana Peterson
- Struthiola mundtii Eckl. ex Meissn.
- Struthiola myrsinites Lam.
- Struthiola parviflora Bartl. ex Meissn.
- Struthiola pondoensis Gilg ex C. H. Wr.
- Struthiola recta C. H. Wright
- Struthiola rhodesiana Peterson
- Struthiola rigida Meissn.
- Struthiola salteri Levyns
- Struthiola scaettae Staner
- Struthiola striata Lam.
- Struthiola tetralepis Schlechter
- Struthiola thomsonii Oliver
- Struthiola tomentosa Andr.
- Struthiola tuberculosa Lam.

Selon The Plant List (12 août 2020) :
- Struthiola angustiloba B. Peterson & Hilliard
- Struthiola anomala Hilliard
- Struthiola argentea Lehm.
- Struthiola cicatricosa C.H. Wright
- Struthiola ciliata (L.) Lam.
- Struthiola concava S. Moore
- Struthiola confusa C.H. Wright
- Struthiola dodecandra (L.) Druce
- Struthiola eckloniana Meisn.
- Struthiola ericoides C.H. Wright
- Struthiola fasciata C.H. Wright
- Struthiola floribunda C.H. Wright
- Struthiola galpinii C.H. Wright
- Struthiola garciana C.H. Wright
- Struthiola hirsuta Wikstr.
- Struthiola leptantha Bolus
- Struthiola lineariloba Meisn.
- Struthiola longifolia C.H. Wright
- Struthiola macowanii C.H. Wright
- Struthiola martiana Meisn.
- Struthiola montana B. Peterson
- Struthiola mundii Eckl. ex Meisn.
- Struthiola myrsinites Lam.
- Struthiola parviflora Bartl. ex Meisn.
- Struthiola pondoensis Gilg ex C.H. Wright
- Struthiola recta C.H. Wright
- Struthiola rhodesiana B. Peterson
- Struthiola rigida Meisn.
- Struthiola salteri Levyns
- Struthiola scaettae Staner
- Struthiola striata Lam.
- Struthiola tetralepis Schltr.
- Struthiola thomsonii Oliv.
- Struthiola tomentosa Andrews
- Struthiola tuberculosa Lam.

Selon Tropicos (12 août 2020) (Attention liste brute contenant possiblement des synonymes) :
- Struthiola albersii H. Pearson
- Struthiola amabilis Gilg
- Struthiola angustifolia Lam.
- Struthiola angustiloba B. Peterson & Hilliard
- Struthiola anomala Hilliard
- Struthiola argentea Lehm.
- Struthiola bachmanniana Gilg
- Struthiola chrysantha Licht. ex Roem. & Schult.
- Struthiola cicatricosa C.H. Wright
- Struthiola ciliata (L.) Lam.
- Struthiola concava S. Moore
- Struthiola confusa C.H. Wright
- Struthiola congesta C.H. Wright
- Struthiola dodecandra (L.) Druce
- Struthiola dodecapetala Bartl. ex Meisn.
- Struthiola dregeana Meisn.
- Struthiola eckloniana Meisn.
- Struthiola epacridioides C.H. Wright
- Struthiola erecta Thunb.
- Struthiola ericina Gilg
- Struthiola ericoides C.H. Wright
- Struthiola fasciata C.H. Wright
- Struthiola flavescens Gilg ex C.H. Wright
- Struthiola floribunda C.H. Wright
- Struthiola fourcadei Compton
- Struthiola galpinii C.H. Wright
- Struthiola garciana C.H. Wright
- Struthiola gilgiana H. Pearson
- Struthiola glauca Lodd.
- Struthiola hirsuta Wikstr.
- Struthiola imbricata Andrews
- Struthiola incana Lodd.
- Struthiola juniperina Retz.
- Struthiola kilimandscharica Gilg
- Struthiola lanceolata Retz.
- Struthiola lateriflora Hornem.
- Struthiola leiosiphon Gilg ex C.H. Wright
- Struthiola leptantha Bolus
- Struthiola lineariloba Meisn.
- Struthiola longiflora Lam.
- Struthiola longifolia C.H. Wright
- Struthiola lucens Poir.
- Struthiola macowanii C.H. Wright
- Struthiola martiana Meisn.
- Struthiola montana B. Peterson
- Struthiola mundii Eckl. ex Meisn.
- Struthiola myrsinites Lam.
- Struthiola nana L. f.
- Struthiola ovata Thunb.
- Struthiola parviflora Bartl. ex Meisn.
- Struthiola pentheri S. Moore
- Struthiola pillansii Hutch.
- Struthiola pondoensis Gilg ex C.H. Wright
- Struthiola ramosa C.H. Wright
- Struthiola recta C.H. Wright
- Struthiola rhodesiana B. Peterson
- Struthiola rigida Meisn.
- Struthiola rustiana Gilg
- Struthiola salteri Levyns
- Struthiola scaettae Staner
- Struthiola schlechteri Gilg ex C.H. Wright
- Struthiola striata Lam.
- Struthiola stuhlmannii Gilg
- Struthiola subulata Lam.
- Struthiola sulcata F.W. Schmidt
- Struthiola tetralepis Schltr.
- Struthiola thomsonii Oliv.
- Struthiola tomentosa Andrews
- Struthiola tuberculosa Lam.
- Struthiola usambarensis Engl.
- Struthiola vahlii Wikstr.
- Struthiola villosa Wikstr.
- Struthiola virgata L.
- Struthiola volkensii H.J.P. Winkl.